# Žalý (Benecko)
Žalý je malá vesnice, část obce Benecko v okrese Semily. Nachází se asi tři kilometry jihovýchodně od Benecka.
Žalý leží v katastrálním území Mrklov o výměře 3,68 km².

## Historie
První písemná zmínka o vesnici pochází z roku 1606.
V letech 1869–1950 byla vesnice součástí obce Mrklov a od roku 1961 se stala součástí obce Benecko.

## Obyvatelstvo
| Rok            | 1869 | 1880 | 1890 | 1900 | 1910 | 1921 | 1930 | 1950 | 1961 | 1970 | 1980 | 1991 | 2001 | 2011 | 2021 |
| -------------- | ---- | ---- | ---- | ---- | ---- | ---- | ---- | ---- | ---- | ---- | ---- | ---- | ---- | ---- | ---- |
| Počet obyvatel | 42   | 55   | 50   | 58   | 72   | 41   | 31   | 47   | 17   | 20   | 11   | 7    | 5    | 6    | 3    |
| Počet domů     | 9    | 9    | 8    | 8    | 8    | 8    | 8    | 7    | 7    | 6    | 4    | 8    | 7    | 6    | 7    |